# Hyperoglyphe macrophthalma
Hyperoglyphe macrophthalma is een straalvinnige vissensoort uit de familie van Centrolophidae. De wetenschappelijke naam van de soort is voor het eerst geldig gepubliceerd in 1915 door Miranda Ribeiro.